# Greg Child
Greg Child es un montañero, escritor y director de cine australiano (1957).
Nació el 4 de diciembre de 1957.
Child es una escritor de la revista Outside y ha escrito varios libros "Aire fino: Encuentros en el Himalaya", "Emociones mezcladas: Escritos de montañismo de Greg Child", "Postales desde la cornisa", "Sobre el precipicio" y "Escalando libremente" (junto a Lynn Hill). En 1987, Child fue galardonado con el premio literario del "Club Alpino Americano" por los muchos libros escritos sobre montañismo.

## Principales logros
```
   * 1981 Primera en El Capitán: Aurora, (VI 5.8 A5, 900m), Yosemite, USA. Con Peter Mayfield.
[
1
]

   * 1981 Nueva vía al 
Shivling
 6,543 m, Garhwal_Himalaya, India. Con 
Doug Scott
, 
Rick White
 y Georges Bettembourg
[
2
]

   * 1983 Lobsang Spire 5707m, Karakorum, Pakistan. Con 
Doug Scott
 y Peter Thexton
[
2
]

   * 1983 Alcanza 8000m en el 
Broad Peak
, Karakorum, Pakistan.
[
2
]

   * 1985 Primera en El Capitán: Lost in America (VI 5.9 A5, 900m), Yosemite, USA. Con Randy Leavitt.
[
1
]

   * 1986 Nueva vía al 
Gasherbrum IV
, Karakorum, Pakistan. Con Tim Macartney-Snape y Tom Hargis
[
2
]

   * 1990 Cara norte del 
K2
 8611m sin oxígeno , Karakorum, Pakistan.
[
2
]

   * 1992 Primera a la Torre del Trango: Run for Cover, (VII 5.11 A3, 1000m), Karakorum, Pakistan. Con 
Mark Wilford
.
[
3
]
[
2
]

   * 1994 Primera al Monte Combatiente: Belligerence, (VI 5.11 A3+ 1200m), Coast Mountains (B.C. Canada). Con Greg Collum y Steve Mascioli.
[
4
]

   * 1994 Primera al Monte Hunter: Wall of Shadows (Grado Alaska 6, AI6+ 5.9 A4), Alaska, USA. Con Michael Kennedy.
[
5
]
```